# José D'Elía
José D'Elía (Treinta y Tres (Uruguay), 21 giugno 1916 – Montevideo, 29 gennaio 2007) è stato un sindacalista e politico uruguaiano.
D'Elia fu candidato a vicepresidente per il Fronte Ampio nel 1984.